# Trentino-Alto Ádige
O Trentino-Alto Ádige (em italiano Trentino-Alto Adige, em alemão Trentino-Südtirol, em ladino-dolomita Trentin-Südtirol) é uma região situada no extremo norte da Itália. Tem mais de um milhão de habitantes e uma área de 13 607 km². A capital é Trento (em alemão Trient).
Historicamente, a região é parte do Tirol e assim foi chamada oficialmente nos séculos que se seguiram à união do antigo Condado do Tirol com os Principados de Trento e Bressanone/Brixen em 1363. Após a Primeira Guerra Mundial, a região foi anexada pela Itália como conquista de guerra, pois antes pertencia ao Império Austro-húngaro.
O decreto fascista 12 637 de 08 de agosto de 1923 proibiu o uso do topônimo Tirol na região, com penas e multas previstas na lei. Por vezes, a população local procurou restituir o secular topônimo, sem sucesso. Após a Segunda Guerra Mundial, houve novas tentativas e conflitos pela separação do território e seu retorno à já República da Áustria.
Até 1972, a região teve o duplo nome de Trentino-Alto Adige/Tiroler Etschland. O estatuto especial do mesmo ano fixou o nome oficial da região para Trentino-Alto Adige/Südtirol, no qual a denominação Südtirol ("Tirol do Sul") - que historicamente identifica a região correspondente à Província de Trento -, vale oficialmente apenas a província de Bolzano. Depois da lei de modificação constitucional número 3, de 18 de outubro de 2001, a denominação ítalo-alemã está também consagrada no artigo 116 da Constituição da República Italiana, valendo, inclusive, para a província de Trento (Autonome Provinz Trient).

## Geografia
O Trentino-Alto Ádige tem limites ao norte com a Áustria (Tirol e Salzburgo), ao sul e leste com o Vêneto, a sul e oeste com a Lombardia, a oeste com a Suíça (Cantão Grisões).
A região é inteiramente montanhosa. O Ortles é o cume mais elevado, ultrapassando 3 900 metros de altitude.
O río mais importante é o Ádige. A parte setentrional do maior lago italiano, o lago de Garda, pertence ao Trentino-Alto Ádige.

## Administração

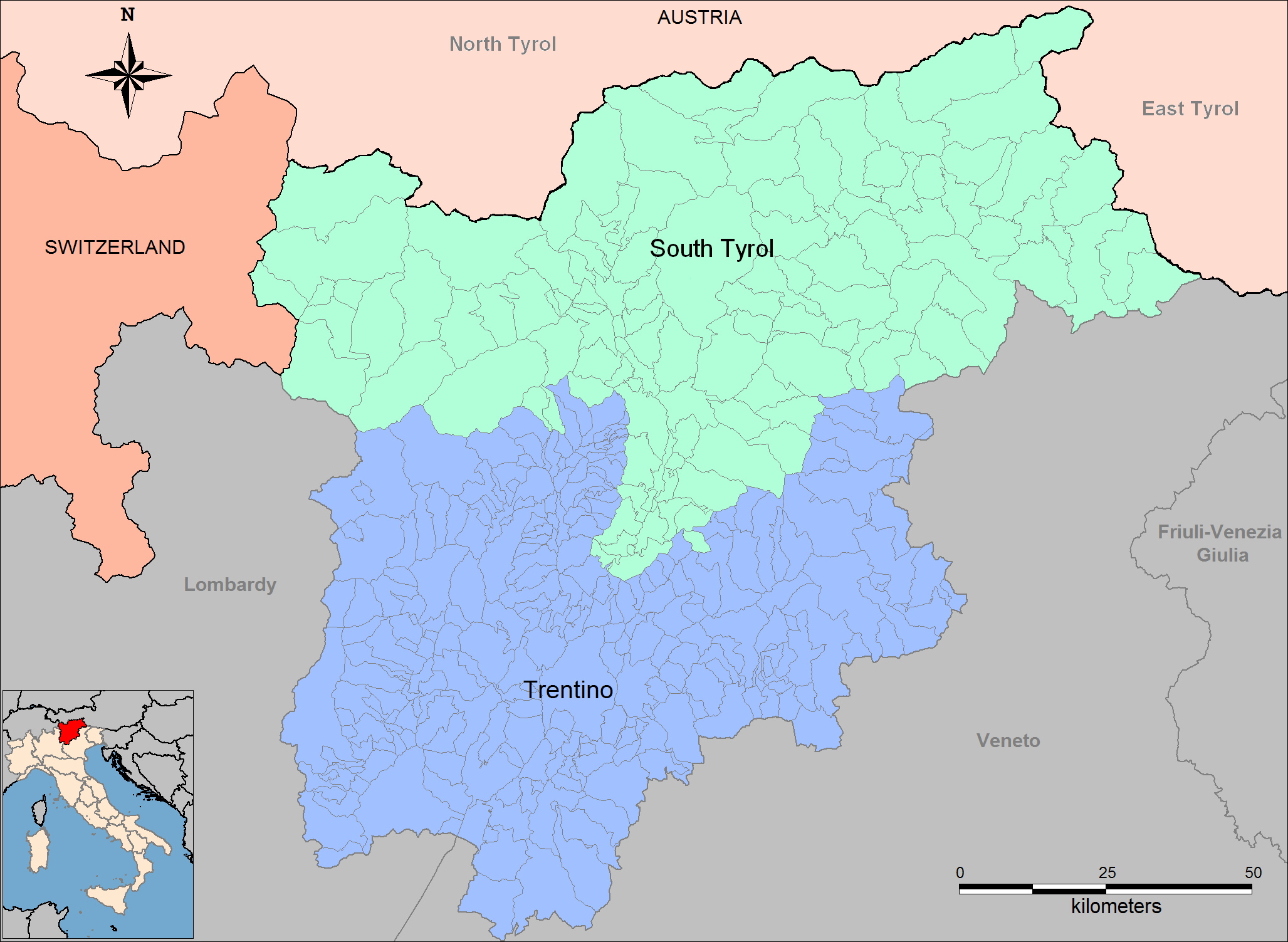
Províncias de Trentino-Alto Adige/Südtirol.

A região é composta de duas províncias (Província autónoma de Trento e Província autónoma de Bolzano) chamadas autónomas visto que se trata das únicas províncias italianas que têm poderes legislativos e não estão sujeitas ao poder regional. O conselho regional é composto pelos parlamentos das províncias e o cargo de presidente da região é assumido a rotação pelos presidentes das províncias. Atualmente o presidente da região é Luis Durnwalder.
| Província                     | Matrícula | População (2009) | Área (km²) | Densidade (hab./km²) | Presidente       |
| ----------------------------- | --------- | ---------------- | ---------- | -------------------- | ---------------- |
| Província autónoma de Bolzano | BZ        | 500 030          | 7 399,97   | 67,57                | Arno Kompatscher |
| Província autónoma de Trento  | TN        | 519 800          | 6 206,90   | 83,75                | Ugo Rossi        |
| Trentino-Alto Ádige           |           | 1 019 830        | 13 606,87  | 74,9                 | Arno Kompatscher |

## Línguas

As províncias italianas de Bolzano e de Trento

Na região de Trentino-Alto Ádige estão presentes três grupos linguísticos:
- italiano: cerca de 65% da população;
- alemão: cerca de 32%;
- ladino-dolomita: cerca de 3%.

As duas províncias são diferentes linguisticamente. O Trentino (província autónoma de Trento, também chamado Welschtirol ou Tirolo Italiano) é quase completamente de língua italiana, com comunidades históricas de língua alemã (Mocheni e Cimbri) e língua ladina (Val di Fassa, Val di Non, Val di Sole e Val di Fiemme), enquanto o Alto Ádige (Província autónoma de Bolzano ou Südtirol) tem maioria de língua alemã e minoria de língua italiana, que hoje representa 25% da população, além da população de língua ladina. Até o século XVI, cerca de 6% da população da cidade de Trento era de língua materna alemã.
A minoria lingüística ladino-dolomita habita a assim chamada Ladínia, que se estende também ao território da região do Vêneto, compreende: Val Gardena e Val Badia na província de Bolzano, Val di Fassa, Val di Non e Val di Sole na província de Trento, as comunas de Colle Santa Lucia, Livinallongo del Col di Lana e Cortina d'Ampezzo na província de Belluno. Em Ampezzo porém quase não se fala mais o ladino (ou é muito influenciado pelo vêneto). Val Badia e Val Gardena são completamente ladinas. O ladino é uma verdadeira língua neolatina. Cada vale possui sua própria variante ladina, com frequência muito diferente das outras. Isto se tornou um grande obstáculo para o desenvolvimento cultural e linguístico fora de seus limites: por isso foi pensado em criar-se uma língua padrão ("ladino standard") com modelo no romanche do cantão suíço de Grisões, que reunisse os aspectos mais similares do falar ladino.

## História

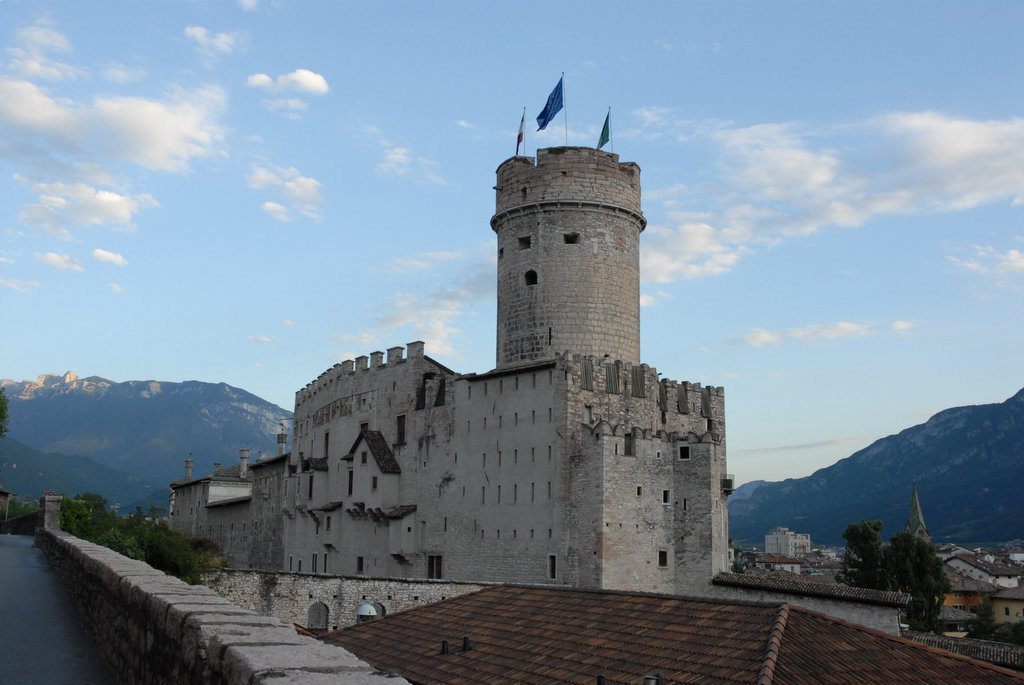
Castelo do Buonconsiglio em Trento

Do século XVI até o final da Primeira Guerra Mundial 1919, esta região formava, juntamente com a porção setentrional austríaca (atualmente constituinte do estado do Tirol), um condado (Condado Episcopal do Tirol) pertencente aos domínios da Casa de Habsburgo, transformado em Província do Tirol em 1806. A região tirolesa manteve-se unida sob a Casa da Áustria a partir de 1363 principalmente por causa da política imperial austríaca; com uma população composta por falantes de diferentes línguas, foi sobretudo o aspecto cultural que manteve unidos, desde o século XIV, nobres, clérigos e camponeses, segundo um modelo político consideravelmente avançado para os padrões da época. O movimento do risorgimento do século XIX procurou anexar o território ao Reino de Itália, sem sucesso.
Um aspecto importante da organização política tirolesa era a participação direta dos camponeses nas decisões administrativas do condado desde o Conde Mainardo (século XIV), qe instituiu representações camponesas que opinavam inclusive sobre decisões militares. Isso foi bastante reforçado durante o reinado do imperador Maximiliano (coroado na catedral de Trento), quando instituiu o "Landlibell", lei regional tirolesa que permitia a organização e grupos armados paramilitares que, posteriormente, tornar-se-iam atiradores (alemão: Schützen; italiano: Sìzzeri; ladino: Scizer).

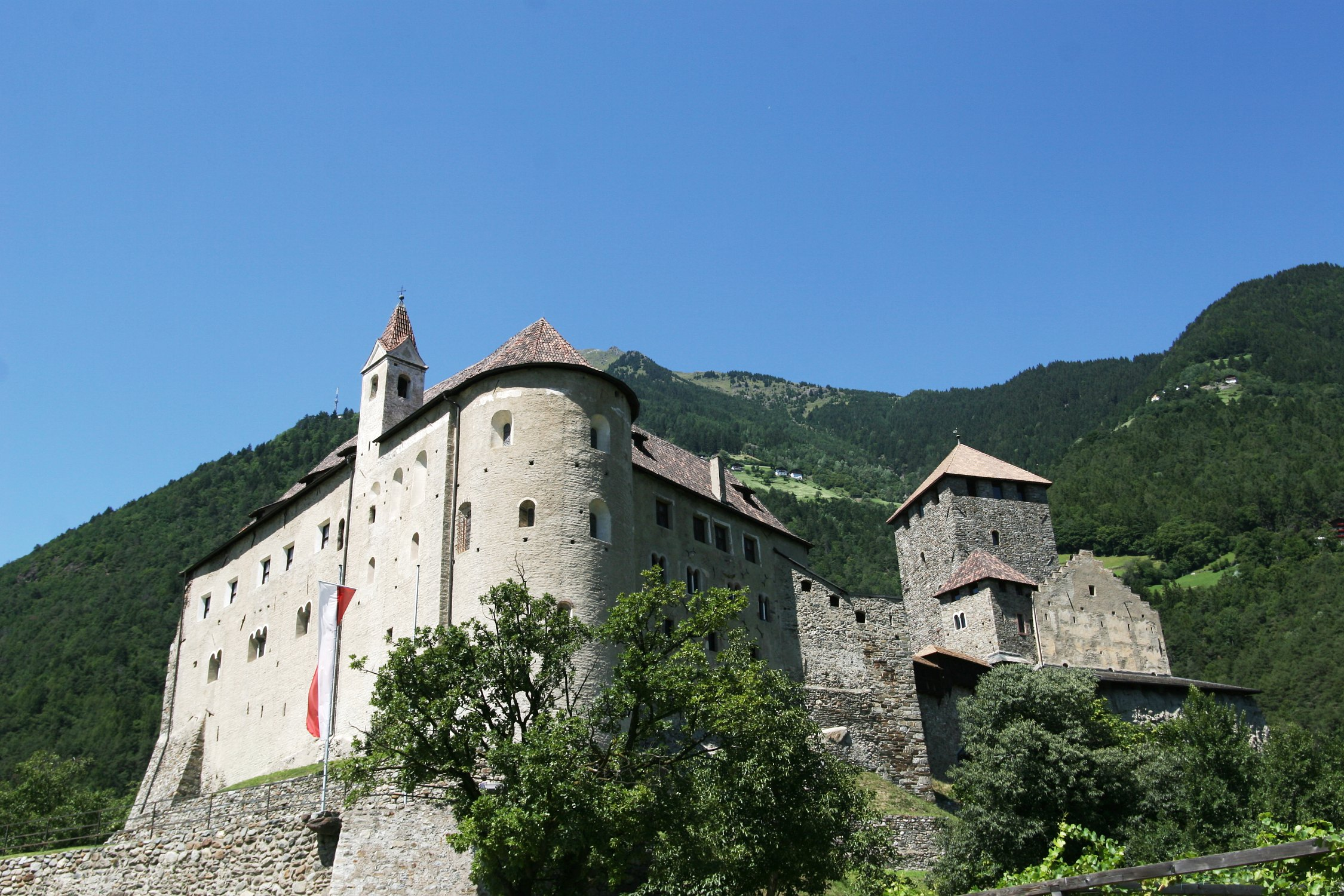
Castelo Tirolo, na comuna de Tirolo

Durante a Idade Média, a região tirolesa tinha seu território administrado pelos Condes do Tirol e pelos principados episcopais de Trento e Bressanone (Brixen). O Principado Episcopal de Trento fora instituído em 1027 pelo imperador germânico Konrad II e administrava boa parte do território tirolês. Uma vez que a Igreja não podia constituir um exército, a defesa do território coube aos condes do Castelo Tirol (Schloss Tyrol; Castel Tirolo), que ampliaram seu poder administrativo durante os séculos seguintes. A região tirolesa passou para o controle dos Habsburgos no século XIV, com a doação do condado tirolês por Margarete Maultausch, última condessa do Tirol, ao imperador Leopoldo de Habsburgo.
Com as invasões napoleônicas, o Tirol se destacou com a resistência popular chefiada por Andreas Hofer, taberneiro e vendedor de cavalos do Val Passiria (Passeiertal), contrário às ideias francesas de inspiração iluminista. Durante a juventude, viveu no Tirol Italiano (atual Trentino), onde aprendeu o italiano.
Napoleão desfez o Sacro Império Romano-Germânico e o Principado Episcopal de Trento, ocasionando diversas mudanças sociais na região austríaca. Hofer representava o descontentamento popular; era apoiado pelo clero tirolês e contava com a ajuda financeira do arquiduque Francisco José, irmão do imperador austríaco.

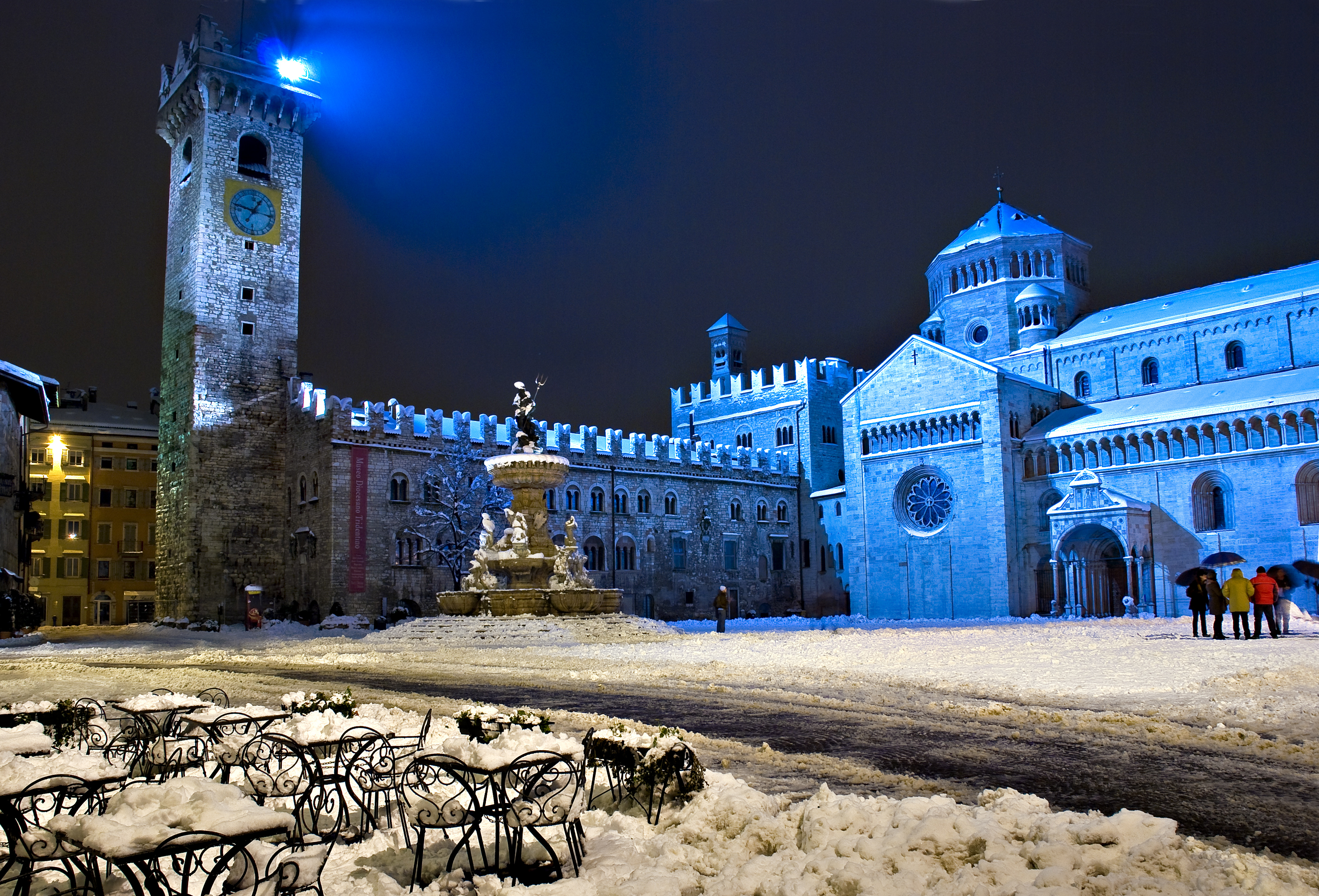
Piazza Duomo de Trento

Após algumas vitórias significativas (Trento, Val Pusteria e Vale do Ádige) e a tomada de Bergisel em 1809, Andreas Hofer controla o governo tirolês e é condecorado pela Igreja. No entanto, as tropas napoleônicas (bávaras, francesas e italianas) reocuparam o Tirol e o dividiram entre o Reino da Baviera e o Reino de Itália. Andreas Hofer foi preso em sua cidade natal e levado para Mântua, na Itália, onde foi fuzilado (apesar da insistência da população local para libertá-lo). Durante esse período, foi utilizado pela primeira vez o nome "Alto Ádige" (significando parte alta do Vale do Rio Ádige), que designou apenas a região trentina.
Após a queda de Napoleão e o Congresso de Viena, a região tirolesa foi reunificada e retornou ao domínio austríaco. A partir de então, constituiu um único ente administrativo-geográfico com a sua parte setentrional, atualmente constituinte do estado (Land) do Tirol até 1918. A administração eclesial de Trento e Bressanone (Brixen) foram laicizadas oficialmente e toda a região se tornou um estado, com capital administrativa em Innsbruck (capital atual do Tirol austríaco).
O movimento do risorgimento italiano do século XIX procurou anexar a porção italianófona tirolesa (Trentino) sem sucesso, por causa das derrotas das tropas de Giuseppe Garibaldi e da grande rejeição da população tirolesa em fazer parte do Reino da Itália. Nos séculos XIX e XX, até o fim da Primeira Guerra Mundial (4 de novembro de 1918), o território pertenceu ao Império Austro-Húngaro. O Tratado de Saint Germain de 1919 passou a região ao Reino de Itália. Tal anexação sancionou o desmembramento da antiga região tirolesa e a incorporação de população de língua alemã ao reino da Casa de Saboia, gerando grande descontentamento, tanto da população de língua alemã quanto daquela de língua italiana e ladina.

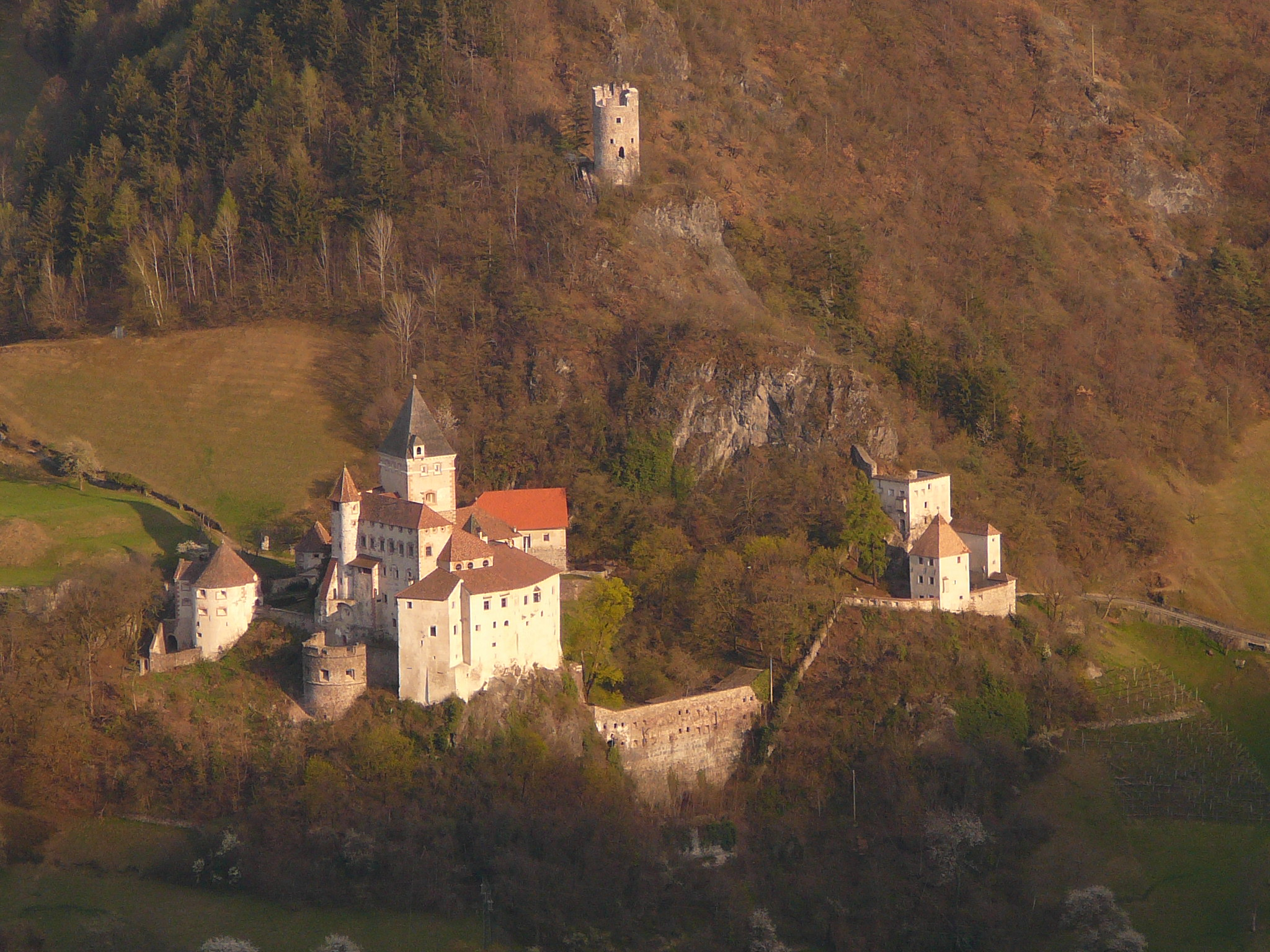
Castelo Trostburg, de Ponte Gardena

Depois do fim da Grande Guerra, que tinha visto os soldados trentinos empenhados sobre o front oriental, o recém-empossado governo fascista estabeleceu uma política de nacionalização da minoria étnica sul-tirolesa, e uma progressiva nacionalização de toda a região (italianização). No curso dos vinte anos de ditadura fascista se completaram diversas operações de opressão das minorias alemã e ladina, bem como uma forte repressão contra a população trentina, que assistiu a um processo de cancelamento de sua identidade austríaca e tirolesa. Entre as operações de opressão fascista, vale a pena citar o desmembramento das comunas ladinas de Colle Santa Lucia, Livinallongo del Col di Lana e Cortina d'Ampezzo do contexto regional a que tinham pertencido por vários séculos, e sua incorporação à província vêneta de Belluno. Foram também abolidas as escolas de língua alemã no Alto Ádige e as minorias de língua alemã da região trentina foram perseguidas. Em 1939, em obediência ao tratado ítalo-alemão sobre opções, a grande maioria dos residentes sul-tiroleses se declarou favorável a emigrar ao território do Terceiro Reich. O início da Segunda Guerra Mundial ocasionou a interrupção do êxodo.
A seguir ao armistício firmado pela Itália com os aliados, a região foi de fato anexado pelo Terceiro Reich. Entre 1943 e 1945, sob a autoridade do Terceiro Reich, foi restaurada a integridade territorial tirolesa rompida em 1918. O governo da República Social Italiana não tinha praticamente jurisdição alguma sobre o território da região (que vem a incluir também a província de Belluno). A área foi oficialmente denominada Área de Operações Alpenvorland, com capital Bolzano.

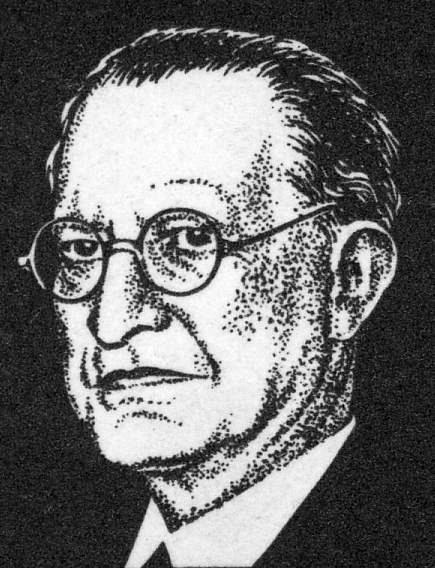
Alcide De Gasperi,
primeiro-ministro italiano

Depois do fim da Segunda Guerra Mundial, e também em seguida a manifestações populares que reclamavam a separação do Tirol Meridional da Itália, o Acordo de Paris chancelou que a província de Bolzano tinha que permanecer italiana com a condição que se respeitaram os direitos da minoria alemã presente nas duas províncias e lhe fosse garantida uma ampla autonomia. O presidente do conselho italiano, Alcide De Gasperi, originário de Pieve Tesino na província de Trento, decidiu estender a autonomia aos seus concidadãos, criando a região autônoma do Trentino-Alto Ádige/Tiroler Etschland. Dessa maneira, a autoadministração da minoria alemã se tornou impossível por conta dos cargos públicos ocupados por pessoas não nascidas no território e trazidas pelo regime fascista. Procurou-se garantir uma autonomia a todo o território tirolês. [carece de fontes?]
Este fato e a imigração de italianos provocaram uma resposta violenta que culminou no terrorismo do BAS – Befreiungsausschuss Südtirol (Comité pela liberação do Tirol do Sul) e pelo MST (Movimento Separatista Tirolese) que reclamavam a reunificação do território à Áustria. Numa primeira fase, os atentados promovidos na região de língua alemã se dirigiram contra edifícios públicos e monumentos fascistas. A segunda fase foi mais sangrenta e contou, inclusive, com atentados promovidos por agentes do governo para causar o pânico na população: 21 pessoas foram mortas, entre elas 15 agentes da polícia italiana, quatro terroristas e dois simples cidadãos.
O fascismo ideológico manteve-se na região após 1945, culminando com ações mais radicais na província de Bolzano, levadas a cabo pelos imigrantes e descendentes italianos oriundos de outras províncias. A política regional se organizou durante a década de 1950 e procurou dar mais voz à população germanófona, de modo a preservar os costumes, o idioma, a identidade e história da província.
Em 1972, foi aprovado um novo estatuto de autonomia, que transferiu os poderes legislativos e administrativos da região para as províncias de Trento e Bolzano. A região Trentino-Alto Ádige se limita mormente a coordenar as funções das províncias.
Em 2007 e em 2009, as comunas ladinas de Belluno assinaram dois referendos populares que exigiam um retorno de seus territórios para a Província Autônoma de Bolzano. O governo vêneto se mostrou contrário e a aprovação final aguarda um parecer de Roma.
Em setembro de 2009, durante as comemorações dos duzentos anos da sublevação tirolesa liderada por Andreas Hofer, os presidentes das províncias autônomas de Trento, Lorenzo Dellai, e de Bolzano, Luis Durnwalder, participaram do cortejo histórico realizado em Innsbruck (Áustria), juntamente com o governador do Tirol austríaco, Günther Platter, e o presidente austríaco, Heinz Fischer.

## Política
Dia 12 de janeiro de 2011, saiu o resultado da assembleia legislativa de Belluno em favor de um futuro plebiscito para anexação da província à região do Trentino-Alto Ádige. A solicitação partiu de assinatura de 17 mil cidadãos. Acredita-se que possa ter mais razões econômicas que históricas uma vez que a região Trentino-Alto Ádige possui maior autonomia. Porém a província ainda possui no total 210 mil cidadãos, fora os cidadãos no exterior, que serão decisivos no futuro plebiscito sem data marcada.